# The Women's Tour 2021
La 7e édition de The Women's Tour a lieu du 4 au 9 octobre 2021. Il fait partie de l'UCI World Tour féminin 2021. 
La première étape est remportée au sprint par Marta Bastianelli. Sur la deuxième étape, un groupe de dix coureuses sort dans la dernière difficulté, Amy Pieters règle ce groupe. Le lendemain, le contre-la-montre voit Demi Vollering s'imposer nettement. Les deux étapes suivantes sont remportées au sprint par Lorena Wiebes. Sur la dernière étape, celle-ci est devancée par la championne du monde Elisa Balsamo. Demi Vollering gagne l'épreuve devant Juliette Labous et Clara Copponi. Lorena Wiebes gagne le classement par points, tandis que Nina Kessler est la meilleure sprinteuse. Elise Chabbey est la meilleure grimpeuse et SD Worx la meilleure équipe.

## Parcours
Le parcours ne comporte pas de difficulté majeure. C'est la première fois qu'il comporte un contre-la-montre.

## Équipes
| UCI Women's WorldTeams (9)- Alé BTC Ljubljana - Team BikeExchange - Canyon-SRAM Racing - Team DSM - FDJ-Nouvelle Aquitaine-Futuroscope - Liv Racing - Movistar Team - SD Worx - Trek-Segafredo Équipes féminines continentales (7)- Awol O'Shea - CAMS-Tifosi - Hitec Products - Drops-Le col - Parkhotel Valkenburg - Tibco-Silicon Valley Bank - Valcar-Travel & Service |
| |

## Étapes
| Étape     | Date   | Villes étapes                  | type                        | Distance (km) | Vainqueur d'étape | Leader du classement général |
| --------- | ------ | ------------------------------ | --------------------------- | ------------- | ----------------- | ---------------------------- |
| 1re étape | 4 oct. | Bicester – Banbury             | étape vallonnée             | 147,7         | Marta Bastianelli | Marta Bastianelli            |
| 2e étape  | 5 oct. | Walsall – Walsall              | étape vallonnée             | 102,2         | Amy Pieters       | Clara Copponi                |
| 3e étape  | 6 oct. | Atherstone – Atherstone        | contre-la-montre individuel | 16,6          | Demi Vollering    | Demi Vollering               |
| 4e étape  | 7 oct. | Shoeburyness – Southend-on-Sea | étape vallonnée             | 117,8         | Lorena Wiebes     | Demi Vollering               |
| 5e étape  | 8 oct. | Colchester – Clacton-on-Sea    | étape de plaine             | 95,4          | Lorena Wiebes     | Demi Vollering               |
| 6e étape  | 9 oct. | Haverhill – Felixstowe         | étape vallonnée             | 155,3         | Elisa Balsamo     | Demi Vollering               |

## Favorites
Le contre-la-montre et les bonifications doivent être décisifs pour la victoire finale. Ellen van Dijk devait se présenter comme une candidate à la victoire, mais ses chutes sur Paris-Roubaix, qui a eu lieu deux jours avant, font qu'elle n'est pas au départ. Katarzyna Niewiadoma a pris la même décision. Lorena Wiebes est surement la meilleure sprinteuse. Il faut également surveiller la nouvelle championne du monde Elisa Balsamo. Elizabeth Deignan après sa victoire à Paris-Roubaix est aussi en bonne forme.

## Déroulement de la course

### 1reétape

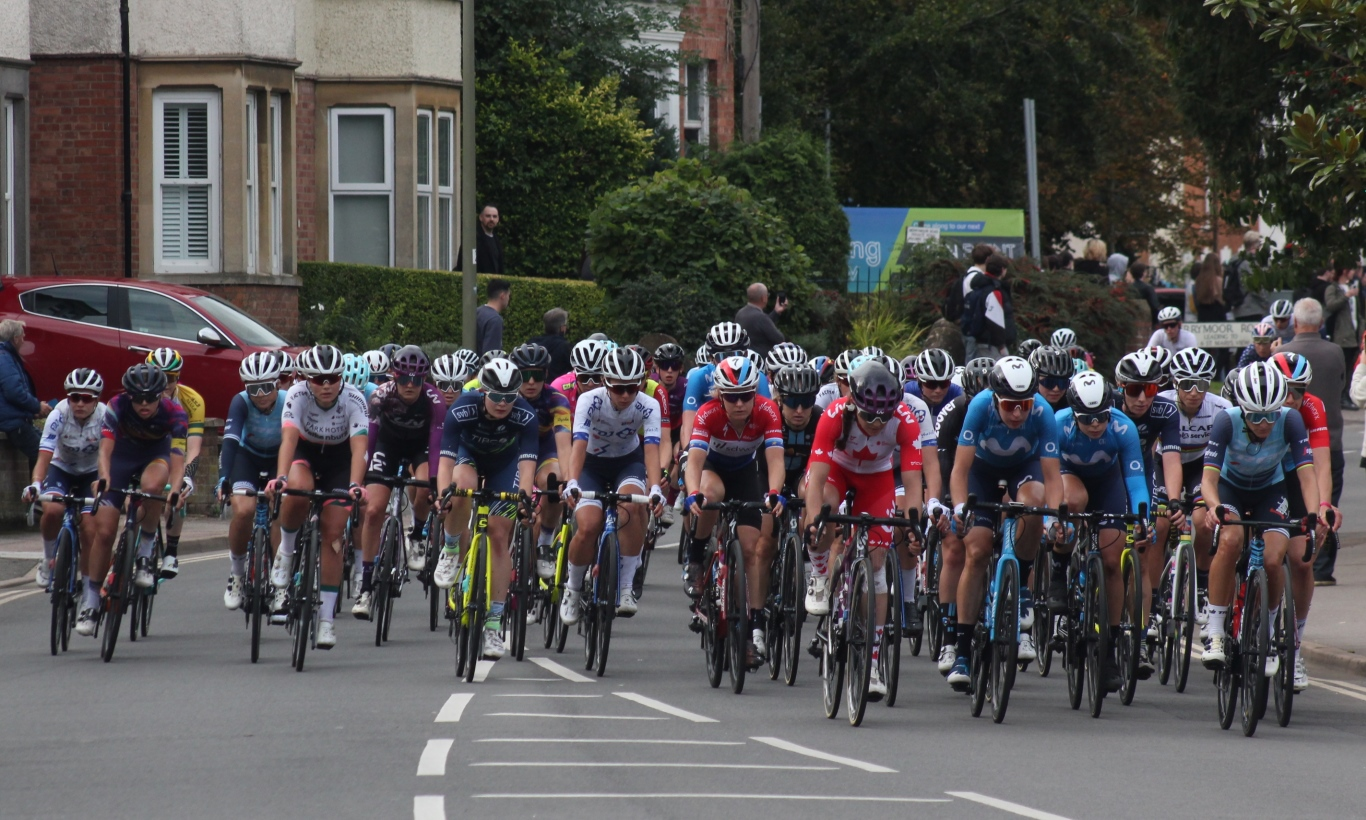
Peloton durant l'étape

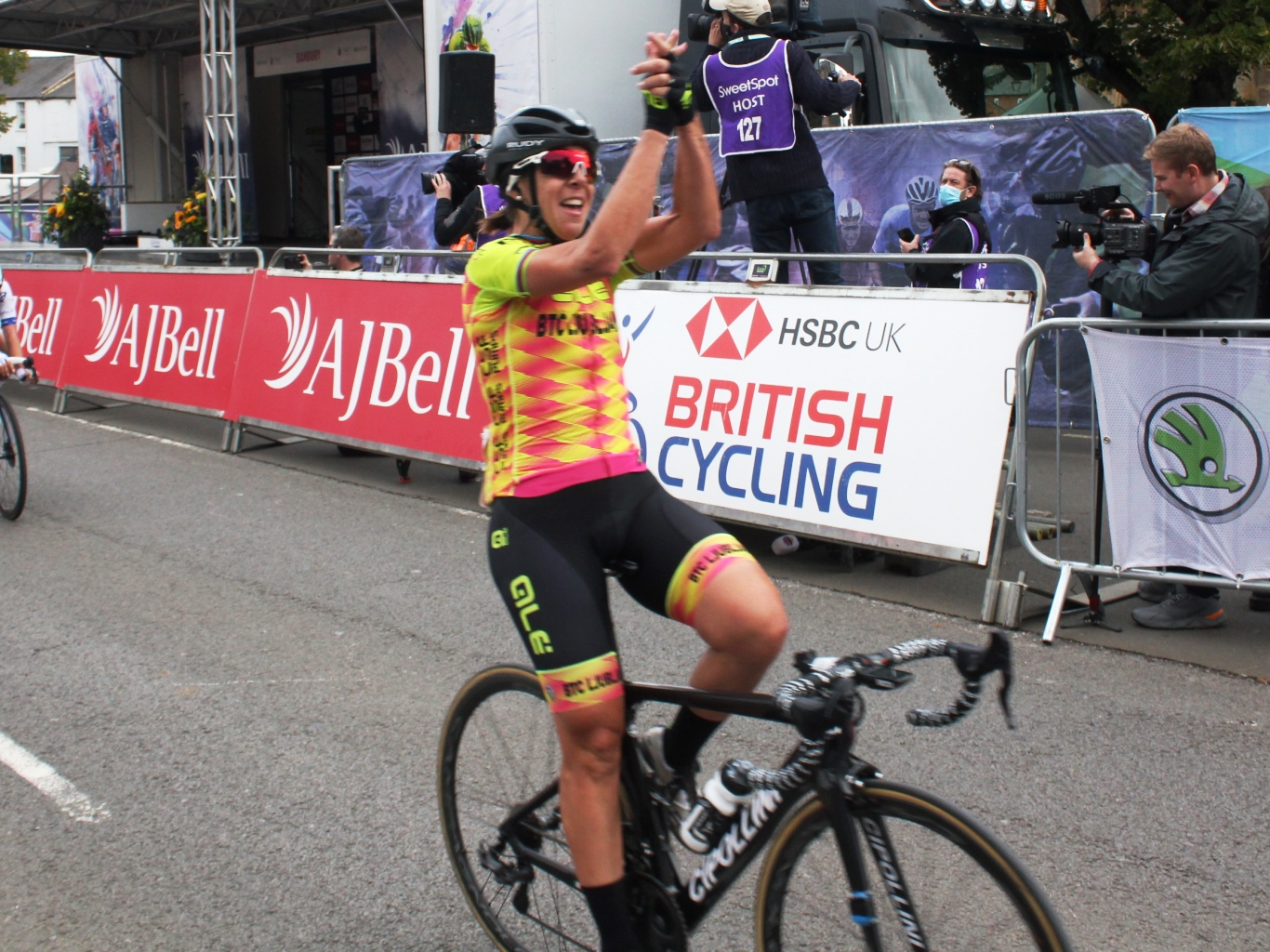
Marta Bastianelli remporte la première étape

Peu après le premier sprint intermédiaire, au kilomètre quarante, remporté par Nina Kessler, Anna Christian et Kirstie van Haaften s'échappent. Elles sont rapidement reprises.  Janneke Ensing sort dans une côte plus loin, mais est également reprise par le peloton. Arrivé sur le circuit final, un groupe se forme sous l'impulsion de Demi Vollering et Elise Chabbey, mais un regroupement a rapidement lieu. Chiara Consonni et Femke Markus partent ensuite. Leur échappée prend fin après le Sibford Ferris. D'autres attaques suivent, Anna Christian obtient notamment une avance de vingt secondes, mais le peloton se reforme à chaque fois. Dans la dernière ascension du Sibford Ferris, Elise Chabbey, Juliette Labous, Demi Vollering, Amy Pieters et Soraya Paladin sortent. Elles ont quinze secondes d'avance à cinq kilomètres de l'arrivée. L'étape se conclut néanmoins au sprint. Marta Bastianelli s'impose devant Chloe Hosking.
| \| Classement de l'étape \| Classement de l'étape \| Classement de l'étape \| Classement de l'étape \| Classement de l'étape \| \| Coureuse \| Coureuse \| Pays \| Équipe \| Temps \| \| --------------------- \| --------------------- \| --------------------- \| ---------------------------------- \| --------------------- \| \| 1re \| Marta Bastianelli \| Italie \| Alé BTC Ljubljana \| 3 h 44 min 41 s \| \| 2e \| Chloe Hosking \| Australie \| Trek-Segafredo \| + 0 s \| \| 3e \| Clara Copponi \| France \| FDJ-Nouvelle Aquitaine-Futuroscope \| + 0 s \| \| 4e \| Sheyla Gutiérrez \| Espagne \| Movistar Team \| + 0 s \| \| 5e \| Elena Cecchini \| Italie \| SD Worx \| + 0 s \| \| 6e \| Hannah Barnes \| Royaume-Uni \| Canyon-SRAM Racing \| + 0 s \| \| 7e \| Sofia Bertizzolo \| Italie \| Liv Racing \| + 0 s \| \| 8e \| Josie Nelson \| Royaume-Uni \| Coop-Hitec Products \| + 0 s \| \| 9e \| Amy Pieters \| Pays-Bas \| SD Worx \| + 0 s \| \| 10e \| Leah Kirchmann \| Canada \| Team DSM \| + 0 s \| |                   |             |                                    |                 |
| |                   |             |                                    |                 |
| Source : ProCyclingStats |                   |             |                                    |                 |
| Classement de l'étape |                   |             |                                    |                 |
| Coureuse | Coureuse          | Pays        | Équipe                             | Temps           |
| 1re | Marta Bastianelli | Italie      | Alé BTC Ljubljana                  | 3 h 44 min 41 s |
| 2e | Chloe Hosking     | Australie   | Trek-Segafredo                     | + 0 s           |
| 3e | Clara Copponi     | France      | FDJ-Nouvelle Aquitaine-Futuroscope | + 0 s           |
| 4e | Sheyla Gutiérrez  | Espagne     | Movistar Team                      | + 0 s           |
| 5e | Elena Cecchini    | Italie      | SD Worx                            | + 0 s           |
| 6e | Hannah Barnes     | Royaume-Uni | Canyon-SRAM Racing                 | + 0 s           |
| 7e | Sofia Bertizzolo  | Italie      | Liv Racing                         | + 0 s           |
| 8e | Josie Nelson      | Royaume-Uni | Coop-Hitec Products                | + 0 s           |
| 9e | Amy Pieters       | Pays-Bas    | SD Worx                            | + 0 s           |
| 10e | Leah Kirchmann    | Canada      | Team DSM                           | + 0 s           |

| \| Classement général \| Classement général \| Classement général \| Classement général \| Classement général \| \| Coureuse \| Coureuse \| Pays \| Équipe \| Temps \| \| ------------------ \| ------------------ \| ------------------ \| ---------------------------------- \| ------------------ \| \| 1re \| Marta Bastianelli \| Italie \| Alé BTC Ljubljana \| 3 h 44 min 31 s \| \| 2e \| Chloe Hosking \| Australie \| Trek-Segafredo \| + 4 s \| \| 3e \| Nina Kessler \| Pays-Bas \| Tibco-Silicon Valley Bank \| + 4 s \| \| 4e \| Clara Copponi \| France \| FDJ-Nouvelle Aquitaine-Futuroscope \| + 6 s \| \| 5e \| Sarah Roy \| Australie \| Team BikeExchange \| + 7 s \| \| 6e \| Alison Jackson \| Canada \| Liv Racing \| + 8 s \| \| 7e \| Demi Vollering \| Pays-Bas \| SD Worx \| + 9 s \| \| 8e \| Sheyla Gutiérrez \| Espagne \| Movistar Team \| + 10 s \| \| 9e \| Elena Cecchini \| Italie \| SD Worx \| + 10 s \| \| 10e \| Hannah Barnes \| Royaume-Uni \| Canyon-SRAM Racing \| + 10 s \| |                   |             |                                    |                 |
| |                   |             |                                    |                 |
| Source : ProCyclingStats |                   |             |                                    |                 |
| Classement général |                   |             |                                    |                 |
| Coureuse | Coureuse          | Pays        | Équipe                             | Temps           |
| 1re | Marta Bastianelli | Italie      | Alé BTC Ljubljana                  | 3 h 44 min 31 s |
| 2e | Chloe Hosking     | Australie   | Trek-Segafredo                     | + 4 s           |
| 3e | Nina Kessler      | Pays-Bas    | Tibco-Silicon Valley Bank          | + 4 s           |
| 4e | Clara Copponi     | France      | FDJ-Nouvelle Aquitaine-Futuroscope | + 6 s           |
| 5e | Sarah Roy         | Australie   | Team BikeExchange                  | + 7 s           |
| 6e | Alison Jackson    | Canada      | Liv Racing                         | + 8 s           |
| 7e | Demi Vollering    | Pays-Bas    | SD Worx                            | + 9 s           |
| 8e | Sheyla Gutiérrez  | Espagne     | Movistar Team                      | + 10 s          |
| 9e | Elena Cecchini    | Italie      | SD Worx                            | + 10 s          |
| 10e | Hannah Barnes     | Royaume-Uni | Canyon-SRAM Racing                 | + 10 s          |

### 2eétape

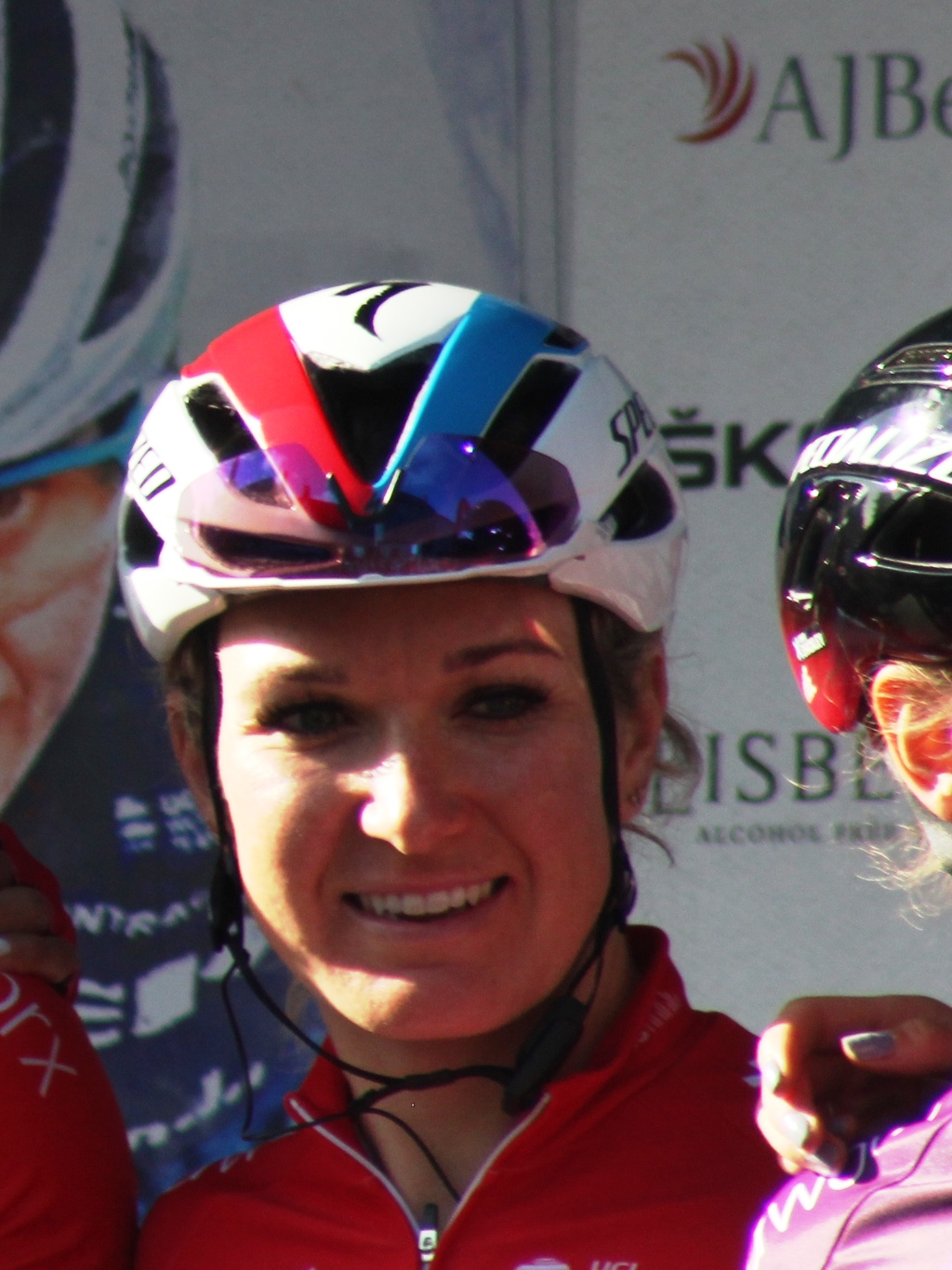
Amy Pieters remporte l'étape

Il pleut. Au cinquième tour, un groupe de huit coureuses se forme. Il s'agit de : Ella Harris, Sheyla Gutiérrez, Christine Majerus, Liane Lippert, Chloe Hosking, Amber van der Hulst, Maëlle Grossetête et Teniel Campbell. Il prend vingt-cinq secondes d'avance, mais est repris avant la montée de Barr Beacon. Les conditions météo provoquent une sélection dans le peloton. Dans l'avant dernier tour, ce sont seize coureuses qui ouvrent la route. Elles ont également une vingtaine de secondes d'avance, mais sont reprises.  Dans la dernière montée de Barr Beacon, dix coureuses partent : Clara Copponi, Demi Vollering, Amy Pieters, Sheyla Gutiérrez, Juliette Labous, Elise Chabbey, Aude Biannic, Pfeiffer Georgi, Maaike Boogaard et Audrey Cordon-Ragot. Elles se disputent la victoire au sprint. Amy Pieters devance Clara Copponi.
| \| Classement de l'étape \| Classement de l'étape \| Classement de l'étape \| Classement de l'étape \| Classement de l'étape \| \| Coureuse \| Coureuse \| Pays \| Équipe \| Temps \| \| --------------------- \| --------------------- \| --------------------- \| ---------------------------------- \| --------------------- \| \| 1re \| Amy Pieters \| Pays-Bas \| SD Worx \| 2 h 38 min 03 s \| \| 2e \| Clara Copponi \| France \| FDJ-Nouvelle Aquitaine-Futuroscope \| + 0 s \| \| 3e \| Sheyla Gutiérrez \| Espagne \| Movistar Team \| + 0 s \| \| 4e \| Audrey Cordon-Ragot \| France \| Trek-Segafredo \| + 0 s \| \| 5e \| Pfeiffer Georgi \| Royaume-Uni \| Team DSM \| + 0 s \| \| 6e \| Elise Chabbey \| Suisse \| Canyon-SRAM Racing \| + 0 s \| \| 7e \| Maaike Boogaard \| Pays-Bas \| Alé BTC Ljubljana \| + 0 s \| \| 8e \| Aude Biannic \| France \| Movistar Team \| + 0 s \| \| 9e \| Juliette Labous \| France \| Team DSM \| + 0 s \| \| 10e \| Demi Vollering \| Pays-Bas \| SD Worx \| + 0 s \| |                     |             |                                    |                 |
| |                     |             |                                    |                 |
| Source : ProCyclingStats |                     |             |                                    |                 |
| Classement de l'étape |                     |             |                                    |                 |
| Coureuse | Coureuse            | Pays        | Équipe                             | Temps           |
| 1re | Amy Pieters         | Pays-Bas    | SD Worx                            | 2 h 38 min 03 s |
| 2e | Clara Copponi       | France      | FDJ-Nouvelle Aquitaine-Futuroscope | + 0 s           |
| 3e | Sheyla Gutiérrez    | Espagne     | Movistar Team                      | + 0 s           |
| 4e | Audrey Cordon-Ragot | France      | Trek-Segafredo                     | + 0 s           |
| 5e | Pfeiffer Georgi     | Royaume-Uni | Team DSM                           | + 0 s           |
| 6e | Elise Chabbey       | Suisse      | Canyon-SRAM Racing                 | + 0 s           |
| 7e | Maaike Boogaard     | Pays-Bas    | Alé BTC Ljubljana                  | + 0 s           |
| 8e | Aude Biannic        | France      | Movistar Team                      | + 0 s           |
| 9e | Juliette Labous     | France      | Team DSM                           | + 0 s           |
| 10e | Demi Vollering      | Pays-Bas    | SD Worx                            | + 0 s           |

| \| Classement général \| Classement général \| Classement général \| Classement général \| Classement général \| \| Coureuse \| Coureuse \| Pays \| Équipe \| Temps \| \| ------------------ \| ------------------ \| ------------------ \| ---------------------------------- \| ------------------ \| \| 1re \| Clara Copponi \| France \| FDJ-Nouvelle Aquitaine-Futuroscope \| 6 h 22 min 34 s \| \| 2e \| Amy Pieters \| Pays-Bas \| SD Worx \| + 0 s \| \| 3e \| Sheyla Gutiérrez \| Espagne \| Movistar Team \| + 6 s \| \| 4e \| Demi Vollering \| Pays-Bas \| SD Worx \| + 9 s \| \| 5e \| Juliette Labous \| France \| Team DSM \| + 10 s \| \| 6e \| Elise Chabbey \| Suisse \| Canyon-SRAM Racing \| + 10 s \| \| 7e \| Aude Biannic \| France \| Movistar Team \| + 10 s \| \| 8e \| Pfeiffer Georgi \| Royaume-Uni \| Team DSM \| + 10 s \| \| 9e \| Nina Kessler \| Pays-Bas \| Tibco-Silicon Valley Bank \| + 38 s \| \| 10e \| Marta Bastianelli \| Italie \| Alé BTC Ljubljana \| + 40 s \| |                   |             |                                    |                 |
| |                   |             |                                    |                 |
| Source : ProCyclingStats |                   |             |                                    |                 |
| Classement général |                   |             |                                    |                 |
| Coureuse | Coureuse          | Pays        | Équipe                             | Temps           |
| 1re | Clara Copponi     | France      | FDJ-Nouvelle Aquitaine-Futuroscope | 6 h 22 min 34 s |
| 2e | Amy Pieters       | Pays-Bas    | SD Worx                            | + 0 s           |
| 3e | Sheyla Gutiérrez  | Espagne     | Movistar Team                      | + 6 s           |
| 4e | Demi Vollering    | Pays-Bas    | SD Worx                            | + 9 s           |
| 5e | Juliette Labous   | France      | Team DSM                           | + 10 s          |
| 6e | Elise Chabbey     | Suisse      | Canyon-SRAM Racing                 | + 10 s          |
| 7e | Aude Biannic      | France      | Movistar Team                      | + 10 s          |
| 8e | Pfeiffer Georgi   | Royaume-Uni | Team DSM                           | + 10 s          |
| 9e | Nina Kessler      | Pays-Bas    | Tibco-Silicon Valley Bank          | + 38 s          |
| 10e | Marta Bastianelli | Italie      | Alé BTC Ljubljana                  | + 40 s          |

### 3eétape

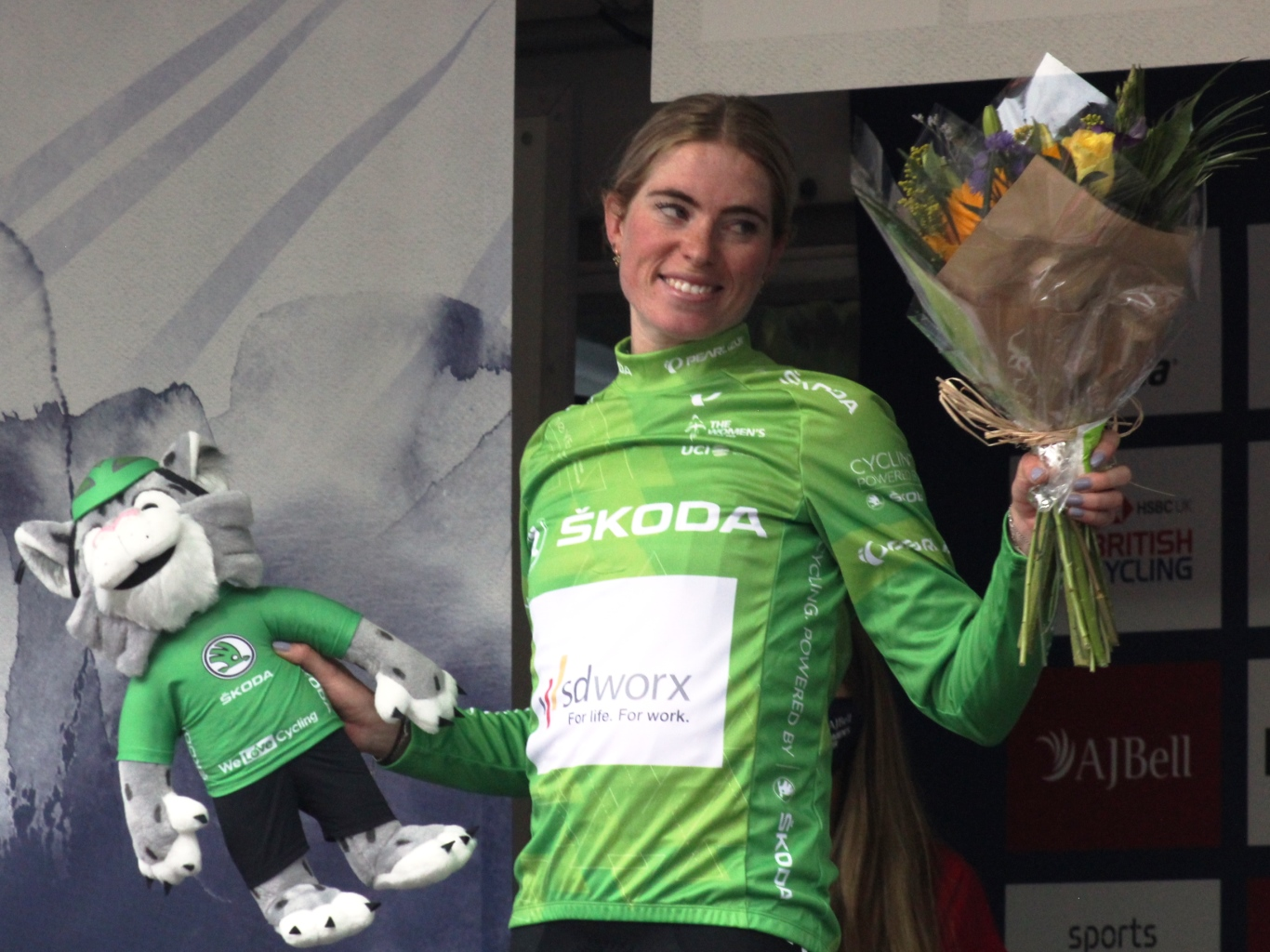
Demi Vollering, ici avec le maillot de meilleure grimpeuse, gagne le contre-la-montre

Sur le contre-la-montre individuel, les conditions météo sont sèches, mais venteuses. Le premier temps de référence est détenu par Alice Towers, puis Teniel Campbell, Anna Christian, Audrey Cordon-Ragot et Janneke Ensing. Veronica Ewers améliore ces temps de près d'une minute. Alice Barnes fait trente secondes en mieux, puis Joscelin Lowden quatre. Demi Vollering passe au point intermédiaire avec trente-sept secondes d'avance pour aller remporter très nettement cette étape.
| \| Classement de l'étape \| Classement de l'étape \| Classement de l'étape \| Classement de l'étape \| Classement de l'étape \| \| Coureuse \| Coureuse \| Pays \| Équipe \| Temps \| \| --------------------- \| --------------------------- \| --------------------- \| ------------------------- \| --------------------- \| \| 1re \| Demi Vollering \| Pays-Bas \| SD Worx \| 23 min 18 s \| \| 2e \| Joscelin Lowden \| Royaume-Uni \| Drops-Le Col \| + 1 min 04 s \| \| 3e \| Leah Kirchmann \| Canada \| Team DSM \| + 1 min 05 s \| \| 4e \| Alice Barnes \| Royaume-Uni \| Canyon-SRAM Racing \| + 1 min 08 s \| \| 5e \| Juliette Labous \| France \| Team DSM \| + 1 min 08 s \| \| 6e \| Chantal van den Broek-Blaak \| Pays-Bas \| SD Worx \| + 1 min 09 s \| \| 7e \| Abi Smith \| Royaume-Uni \| Tibco-Silicon Valley Bank \| + 1 min 20 s \| \| 8e \| Veronica Ewers \| États-Unis \| Tibco-Silicon Valley Bank \| + 1 min 21 s \| \| 9e \| Anna Shackley \| Royaume-Uni \| SD Worx \| + 1 min 25 s \| \| 10e \| Hannah Barnes \| Royaume-Uni \| Canyon-SRAM Racing \| + 1 min 27 s \| |                             |             |                           |              |
| |                             |             |                           |              |
| Source : ProCyclingStats |                             |             |                           |              |
| Classement de l'étape |                             |             |                           |              |
| Coureuse | Coureuse                    | Pays        | Équipe                    | Temps        |
| 1re | Demi Vollering              | Pays-Bas    | SD Worx                   | 23 min 18 s  |
| 2e | Joscelin Lowden             | Royaume-Uni | Drops-Le Col              | + 1 min 04 s |
| 3e | Leah Kirchmann              | Canada      | Team DSM                  | + 1 min 05 s |
| 4e | Alice Barnes                | Royaume-Uni | Canyon-SRAM Racing        | + 1 min 08 s |
| 5e | Juliette Labous             | France      | Team DSM                  | + 1 min 08 s |
| 6e | Chantal van den Broek-Blaak | Pays-Bas    | SD Worx                   | + 1 min 09 s |
| 7e | Abi Smith                   | Royaume-Uni | Tibco-Silicon Valley Bank | + 1 min 20 s |
| 8e | Veronica Ewers              | États-Unis  | Tibco-Silicon Valley Bank | + 1 min 21 s |
| 9e | Anna Shackley               | Royaume-Uni | SD Worx                   | + 1 min 25 s |
| 10e | Hannah Barnes               | Royaume-Uni | Canyon-SRAM Racing        | + 1 min 27 s |

| \| Classement général \| Classement général \| Classement général \| Classement général \| Classement général \| \| Coureuse \| Coureuse \| Pays \| Équipe \| Temps \| \| ------------------ \| --------------------------- \| ------------------ \| ---------------------------------- \| ------------------ \| \| 1re \| Demi Vollering \| Pays-Bas \| SD Worx \| 6 h 46 min 01 s \| \| 2e \| Juliette Labous \| France \| Team DSM \| + 1 min 09 s \| \| 3e \| Clara Copponi \| France \| FDJ-Nouvelle Aquitaine-Futuroscope \| + 1 min 19 s \| \| 4e \| Amy Pieters \| Pays-Bas \| SD Worx \| + 1 min 22 s \| \| 5e \| Aude Biannic \| France \| Movistar Team \| + 1 min 33 s \| \| 6e \| Joscelin Lowden \| Royaume-Uni \| Drops-Le Col \| + 1 min 47 s \| \| 7e \| Leah Kirchmann \| Canada \| Team DSM \| + 1 min 48 s \| \| 8e \| Alice Barnes \| Royaume-Uni \| Canyon-SRAM Racing \| + 1 min 51 s \| \| 9e \| Chantal van den Broek-Blaak \| Pays-Bas \| SD Worx \| + 1 min 52 s \| \| 10e \| Pfeiffer Georgi \| Royaume-Uni \| Team DSM \| + 1 min 53 s \| |                             |             |                                    |                 |
| |                             |             |                                    |                 |
| Source : ProCyclingStats |                             |             |                                    |                 |
| Classement général |                             |             |                                    |                 |
| Coureuse | Coureuse                    | Pays        | Équipe                             | Temps           |
| 1re | Demi Vollering              | Pays-Bas    | SD Worx                            | 6 h 46 min 01 s |
| 2e | Juliette Labous             | France      | Team DSM                           | + 1 min 09 s    |
| 3e | Clara Copponi               | France      | FDJ-Nouvelle Aquitaine-Futuroscope | + 1 min 19 s    |
| 4e | Amy Pieters                 | Pays-Bas    | SD Worx                            | + 1 min 22 s    |
| 5e | Aude Biannic                | France      | Movistar Team                      | + 1 min 33 s    |
| 6e | Joscelin Lowden             | Royaume-Uni | Drops-Le Col                       | + 1 min 47 s    |
| 7e | Leah Kirchmann              | Canada      | Team DSM                           | + 1 min 48 s    |
| 8e | Alice Barnes                | Royaume-Uni | Canyon-SRAM Racing                 | + 1 min 51 s    |
| 9e | Chantal van den Broek-Blaak | Pays-Bas    | SD Worx                            | + 1 min 52 s    |
| 10e | Pfeiffer Georgi             | Royaume-Uni | Team DSM                           | + 1 min 53 s    |

### 4eétape
Janneke Ensing  est la première à parvenir à s'échapper entre le quarantième et le cinquantième kilomètre. Voyant son avance se réduire, elle décide de se relever. Lourdes Oyarbide sort ensuite. Anna Christian est en poursuite. La première a une minute cinq d'avance à quarante-six kilomètres de l'arrivée. Elles sont reprises peu après la marque des quarante kilomètres. Les attaques se succèdent dans la côte du circuit, mais les équipes de sprinteuses contrôlent. Au sprint, Lorena Wiebes s'impose nettement.
| \| Classement de l'étape \| Classement de l'étape \| Classement de l'étape \| Classement de l'étape \| Classement de l'étape \| \| Coureuse \| Coureuse \| Pays \| Équipe \| Temps \| \| --------------------- \| ----------------------- \| --------------------- \| ----------------------- \| --------------------- \| \| 1re \| Lorena Wiebes \| Pays-Bas \| Team DSM \| 2 h 54 min 43 s \| \| 2e \| Chiara Consonni \| Italie \| Valcar-Travel & Service \| + 0 s \| \| 3e \| Chloe Hosking \| Australie \| Trek-Segafredo \| + 0 s \| \| 4e \| Sheyla Gutiérrez \| Espagne \| Movistar Team \| + 0 s \| \| 5e \| Marjolein van 't Geloof \| Pays-Bas \| Drops-Le Col \| + 0 s \| \| 6e \| Sofia Bertizzolo \| Italie \| Liv Racing \| + 0 s \| \| 7e \| Sarah Roy \| Australie \| Team BikeExchange \| + 0 s \| \| 8e \| Alice Barnes \| Royaume-Uni \| Canyon-SRAM Racing \| + 0 s \| \| 9e \| Marta Bastianelli \| Italie \| Alé BTC Ljubljana \| + 0 s \| \| 10e \| Amy Pieters \| Pays-Bas \| SD Worx \| + 0 s \| |                         |             |                         |                 |
| |                         |             |                         |                 |
| Source : ProCyclingStats |                         |             |                         |                 |
| Classement de l'étape |                         |             |                         |                 |
| Coureuse | Coureuse                | Pays        | Équipe                  | Temps           |
| 1re | Lorena Wiebes           | Pays-Bas    | Team DSM                | 2 h 54 min 43 s |
| 2e | Chiara Consonni         | Italie      | Valcar-Travel & Service | + 0 s           |
| 3e | Chloe Hosking           | Australie   | Trek-Segafredo          | + 0 s           |
| 4e | Sheyla Gutiérrez        | Espagne     | Movistar Team           | + 0 s           |
| 5e | Marjolein van 't Geloof | Pays-Bas    | Drops-Le Col            | + 0 s           |
| 6e | Sofia Bertizzolo        | Italie      | Liv Racing              | + 0 s           |
| 7e | Sarah Roy               | Australie   | Team BikeExchange       | + 0 s           |
| 8e | Alice Barnes            | Royaume-Uni | Canyon-SRAM Racing      | + 0 s           |
| 9e | Marta Bastianelli       | Italie      | Alé BTC Ljubljana       | + 0 s           |
| 10e | Amy Pieters             | Pays-Bas    | SD Worx                 | + 0 s           |

| \| Classement général \| Classement général \| Classement général \| Classement général \| Classement général \| \| Coureuse \| Coureuse \| Pays \| Équipe \| Temps \| \| ------------------ \| --------------------------- \| ------------------ \| ---------------------------------- \| ------------------ \| \| 1re \| Demi Vollering \| Pays-Bas \| SD Worx \| 9 h 40 min 44 s \| \| 2e \| Juliette Labous \| France \| Team DSM \| + 1 min 09 s \| \| 3e \| Clara Copponi \| France \| FDJ-Nouvelle Aquitaine-Futuroscope \| + 1 min 19 s \| \| 4e \| Amy Pieters \| Pays-Bas \| SD Worx \| + 1 min 20 s \| \| 5e \| Aude Biannic \| France \| Movistar Team \| + 1 min 33 s \| \| 6e \| Leah Kirchmann \| Canada \| Team DSM \| + 1 min 46 s \| \| 7e \| Joscelin Lowden \| Royaume-Uni \| Drops-Le Col \| + 1 min 47 s \| \| 8e \| Alice Barnes \| Royaume-Uni \| Canyon-SRAM Racing \| + 1 min 51 s \| \| 9e \| Chantal van den Broek-Blaak \| Pays-Bas \| SD Worx \| + 1 min 52 s \| \| 10e \| Pfeiffer Georgi \| Royaume-Uni \| Team DSM \| + 1 min 53 s \| |                             |             |                                    |                 |
| |                             |             |                                    |                 |
| Source : ProCyclingStats |                             |             |                                    |                 |
| Classement général |                             |             |                                    |                 |
| Coureuse | Coureuse                    | Pays        | Équipe                             | Temps           |
| 1re | Demi Vollering              | Pays-Bas    | SD Worx                            | 9 h 40 min 44 s |
| 2e | Juliette Labous             | France      | Team DSM                           | + 1 min 09 s    |
| 3e | Clara Copponi               | France      | FDJ-Nouvelle Aquitaine-Futuroscope | + 1 min 19 s    |
| 4e | Amy Pieters                 | Pays-Bas    | SD Worx                            | + 1 min 20 s    |
| 5e | Aude Biannic                | France      | Movistar Team                      | + 1 min 33 s    |
| 6e | Leah Kirchmann              | Canada      | Team DSM                           | + 1 min 46 s    |
| 7e | Joscelin Lowden             | Royaume-Uni | Drops-Le Col                       | + 1 min 47 s    |
| 8e | Alice Barnes                | Royaume-Uni | Canyon-SRAM Racing                 | + 1 min 51 s    |
| 9e | Chantal van den Broek-Blaak | Pays-Bas    | SD Worx                            | + 1 min 52 s    |
| 10e | Pfeiffer Georgi             | Royaume-Uni | Team DSM                           | + 1 min 53 s    |

### 5eétape
Après quelques kilomètres, Hayley Simmonds s'échappe seule. Son avance atteint quatre minutes trente au kilomètre cinquante. Connie Hayes  part en poursuite. Elle a plus d'une minute d'avance, mais est reprise à trente-six kilomètres de l'arrivée. Dans la montée de Manningtree, située à trente kilomètres de l'arrivée, Sarah Roy, Ane Santesteban et Elise Chabbey attaquent. Le peloton les reprend à vingt-et-un kilomètres de l'arrivée, tandis que Simmonds est revue cinq kilomètres plus loin. Dans le final, Soraya Paladin tente, mais sans succès. Au sprint, Lorena Wiebes gagne de nouveau, cette fois devant Elisa Balsamo.
| \| Classement de l'étape \| Classement de l'étape \| Classement de l'étape \| Classement de l'étape \| Classement de l'étape \| \| Coureuse \| Coureuse \| Pays \| Équipe \| Temps \| \| --------------------- \| ----------------------- \| --------------------- \| ---------------------------------- \| --------------------- \| \| 1re \| Lorena Wiebes \| Pays-Bas \| Team DSM \| 2 h 19 min 53 s \| \| 2e \| Elisa Balsamo \| Italie \| Valcar-Travel & Service \| + 0 s \| \| 3e \| Marjolein van 't Geloof \| Pays-Bas \| Drops-Le Col \| + 0 s \| \| 4e \| Chloe Hosking \| Australie \| Trek-Segafredo \| + 0 s \| \| 5e \| Clara Copponi \| France \| FDJ-Nouvelle Aquitaine-Futuroscope \| + 0 s \| \| 6e \| Sofia Bertizzolo \| Italie \| Liv Racing \| + 0 s \| \| 7e \| Marta Bastianelli \| Italie \| Alé BTC Ljubljana \| + 0 s \| \| 8e \| Sheyla Gutiérrez \| Espagne \| Movistar Team \| + 0 s \| \| 9e \| Amy Pieters \| Pays-Bas \| SD Worx \| + 0 s \| \| 10e \| Amber van der Hulst \| Pays-Bas \| Parkhotel Valkenburg \| + 0 s \| |                         |           |                                    |                 |
| |                         |           |                                    |                 |
| Source : ProCyclingStats |                         |           |                                    |                 |
| Classement de l'étape |                         |           |                                    |                 |
| Coureuse | Coureuse                | Pays      | Équipe                             | Temps           |
| 1re | Lorena Wiebes           | Pays-Bas  | Team DSM                           | 2 h 19 min 53 s |
| 2e | Elisa Balsamo           | Italie    | Valcar-Travel & Service            | + 0 s           |
| 3e | Marjolein van 't Geloof | Pays-Bas  | Drops-Le Col                       | + 0 s           |
| 4e | Chloe Hosking           | Australie | Trek-Segafredo                     | + 0 s           |
| 5e | Clara Copponi           | France    | FDJ-Nouvelle Aquitaine-Futuroscope | + 0 s           |
| 6e | Sofia Bertizzolo        | Italie    | Liv Racing                         | + 0 s           |
| 7e | Marta Bastianelli       | Italie    | Alé BTC Ljubljana                  | + 0 s           |
| 8e | Sheyla Gutiérrez        | Espagne   | Movistar Team                      | + 0 s           |
| 9e | Amy Pieters             | Pays-Bas  | SD Worx                            | + 0 s           |
| 10e | Amber van der Hulst     | Pays-Bas  | Parkhotel Valkenburg               | + 0 s           |

| \| Classement général \| Classement général \| Classement général \| Classement général \| Classement général \| \| Coureuse \| Coureuse \| Pays \| Équipe \| Temps \| \| ------------------ \| --------------------------- \| ------------------ \| ---------------------------------- \| ------------------ \| \| 1re \| Demi Vollering \| Pays-Bas \| SD Worx \| 12 h 00 min 37 s \| \| 2e \| Juliette Labous \| France \| Team DSM \| + 1 min 09 s \| \| 3e \| Clara Copponi \| France \| FDJ-Nouvelle Aquitaine-Futuroscope \| + 1 min 16 s \| \| 4e \| Amy Pieters \| Pays-Bas \| SD Worx \| + 1 min 19 s \| \| 5e \| Aude Biannic \| France \| Movistar Team \| + 1 min 33 s \| \| 6e \| Leah Kirchmann \| Canada \| Team DSM \| + 1 min 46 s \| \| 7e \| Joscelin Lowden \| Royaume-Uni \| Drops-Le Col \| + 1 min 47 s \| \| 8e \| Alice Barnes \| Royaume-Uni \| Canyon-SRAM Racing \| + 1 min 51 s \| \| 9e \| Chantal van den Broek-Blaak \| Pays-Bas \| SD Worx \| + 1 min 52 s \| \| 10e \| Pfeiffer Georgi \| Royaume-Uni \| Team DSM \| + 1 min 53 s \| |                             |             |                                    |                  |
| |                             |             |                                    |                  |
| Source : ProCyclingStats |                             |             |                                    |                  |
| Classement général |                             |             |                                    |                  |
| Coureuse | Coureuse                    | Pays        | Équipe                             | Temps            |
| 1re | Demi Vollering              | Pays-Bas    | SD Worx                            | 12 h 00 min 37 s |
| 2e | Juliette Labous             | France      | Team DSM                           | + 1 min 09 s     |
| 3e | Clara Copponi               | France      | FDJ-Nouvelle Aquitaine-Futuroscope | + 1 min 16 s     |
| 4e | Amy Pieters                 | Pays-Bas    | SD Worx                            | + 1 min 19 s     |
| 5e | Aude Biannic                | France      | Movistar Team                      | + 1 min 33 s     |
| 6e | Leah Kirchmann              | Canada      | Team DSM                           | + 1 min 46 s     |
| 7e | Joscelin Lowden             | Royaume-Uni | Drops-Le Col                       | + 1 min 47 s     |
| 8e | Alice Barnes                | Royaume-Uni | Canyon-SRAM Racing                 | + 1 min 51 s     |
| 9e | Chantal van den Broek-Blaak | Pays-Bas    | SD Worx                            | + 1 min 52 s     |
| 10e | Pfeiffer Georgi             | Royaume-Uni | Team DSM                           | + 1 min 53 s     |

### 6eétape

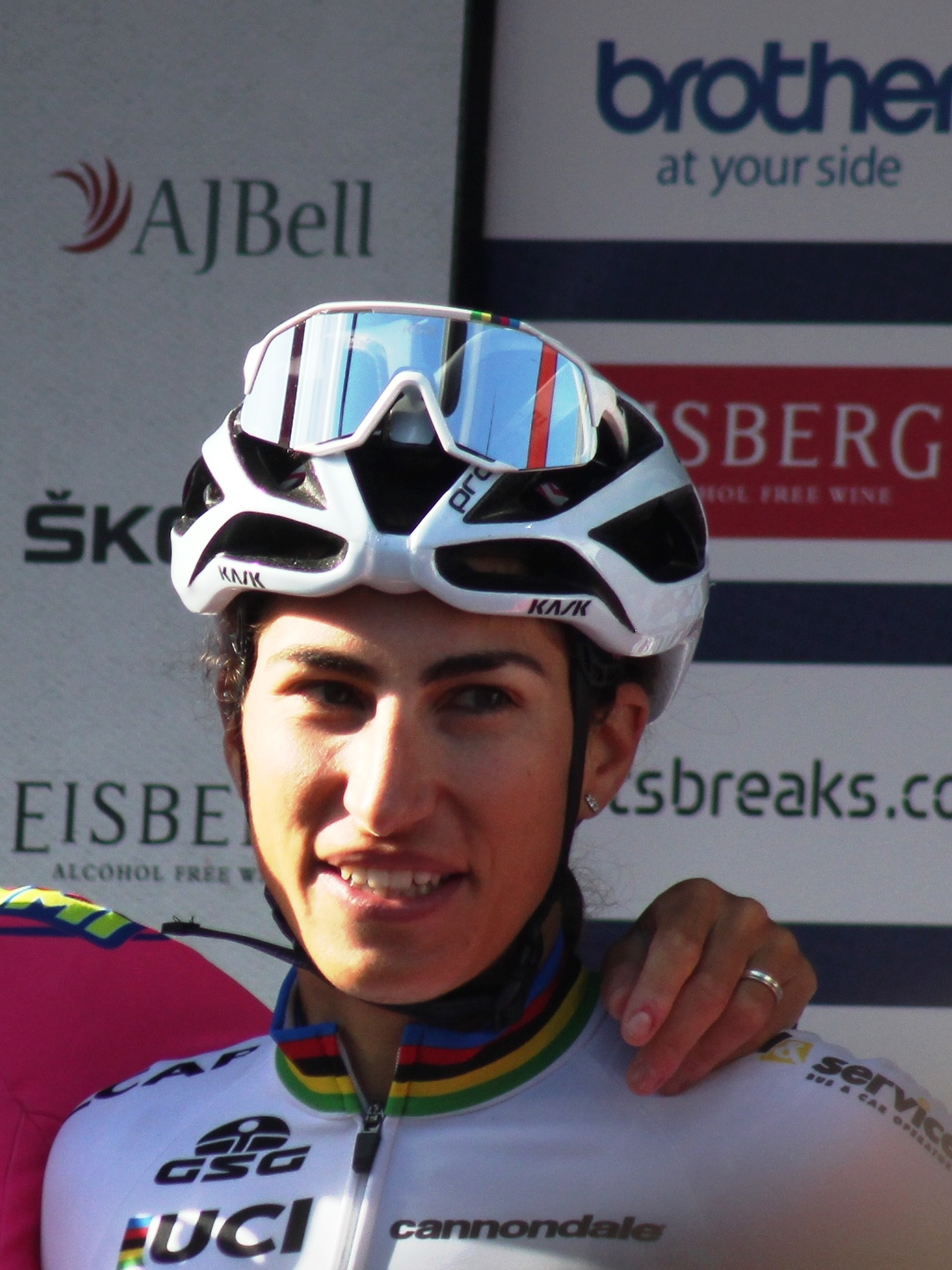
Elisa Balsamo remporte sa première victoire avec le maillot arc-en-ciel

Après le premier sprint intermédiaire, Eugenia Bujak part à l'offensive. Elle est rapidement rejointe par Dani Christmas et Ane Santesteban, puis Veronica Ewers et Sofia Bertizzolo. Leur avance culmine à trois minutes dix. Le regroupement général a lieu à quinze kilomètres de l'arrivée. Malgré de nombreuses escarmouches, le sprint massif est inévitable. Lorena Wiebes le lance, mais Elisa Balsamo parvient à la remonter. C'est sa première victoire avec le maillot arc-en-ciel. Il n'y a pas de changement au classement général.
| \| Classement de l'étape \| Classement de l'étape \| Classement de l'étape \| Classement de l'étape \| Classement de l'étape \| \| Coureuse \| Coureuse \| Pays \| Équipe \| Temps \| \| --------------------- \| ----------------------- \| --------------------- \| ---------------------------------- \| --------------------- \| \| 1re \| Elisa Balsamo \| Italie \| Valcar-Travel & Service \| 3 h 53 min 51 s \| \| 2e \| Lorena Wiebes \| Pays-Bas \| Team DSM \| + 0 s \| \| 3e \| Chloe Hosking \| Australie \| Trek-Segafredo \| + 0 s \| \| 4e \| Sheyla Gutiérrez \| Espagne \| Movistar Team \| + 0 s \| \| 5e \| Amber van der Hulst \| Pays-Bas \| Parkhotel Valkenburg \| + 0 s \| \| 6e \| Clara Copponi \| France \| FDJ-Nouvelle Aquitaine-Futuroscope \| + 0 s \| \| 7e \| Marjolein van 't Geloof \| Pays-Bas \| Drops-Le Col \| + 0 s \| \| 8e \| Sarah Roy \| Australie \| Team BikeExchange \| + 0 s \| \| 9e \| Marta Bastianelli \| Italie \| Alé BTC Ljubljana \| + 0 s \| \| 10e \| Alice Barnes \| Royaume-Uni \| Canyon-SRAM Racing \| + 0 s \| |                         |             |                                    |                 |
| |                         |             |                                    |                 |
| Source : ProCyclingStats |                         |             |                                    |                 |
| Classement de l'étape |                         |             |                                    |                 |
| Coureuse | Coureuse                | Pays        | Équipe                             | Temps           |
| 1re | Elisa Balsamo           | Italie      | Valcar-Travel & Service            | 3 h 53 min 51 s |
| 2e | Lorena Wiebes           | Pays-Bas    | Team DSM                           | + 0 s           |
| 3e | Chloe Hosking           | Australie   | Trek-Segafredo                     | + 0 s           |
| 4e | Sheyla Gutiérrez        | Espagne     | Movistar Team                      | + 0 s           |
| 5e | Amber van der Hulst     | Pays-Bas    | Parkhotel Valkenburg               | + 0 s           |
| 6e | Clara Copponi           | France      | FDJ-Nouvelle Aquitaine-Futuroscope | + 0 s           |
| 7e | Marjolein van 't Geloof | Pays-Bas    | Drops-Le Col                       | + 0 s           |
| 8e | Sarah Roy               | Australie   | Team BikeExchange                  | + 0 s           |
| 9e | Marta Bastianelli       | Italie      | Alé BTC Ljubljana                  | + 0 s           |
| 10e | Alice Barnes            | Royaume-Uni | Canyon-SRAM Racing                 | + 0 s           |

## Classement final

### Classement général
| \| Classement général \| Classement général \| Classement général \| Classement général \| Classement général \| \| Coureuse \| Coureuse \| Pays \| Équipe \| Temps \| \| ------------------ \| ------------------ \| ------------------ \| ---------------------------------- \| ------------------ \| \| 1re \| Demi Vollering \| Pays-Bas \| SD Worx \| 15 h 54 min 38 s \| \| 2e \| Juliette Labous \| France \| Team DSM \| + 1 min 02 s \| \| 3e \| Clara Copponi \| France \| FDJ-Nouvelle Aquitaine-Futuroscope \| + 1 min 05 s \| \| 4e \| Amy Pieters \| Pays-Bas \| SD Worx \| + 1 min 07 s \| \| 5e \| Aude Biannic \| France \| Movistar Team \| + 1 min 26 s \| \| 6e \| Leah Kirchmann \| Canada \| Team DSM \| + 1 min 39 s \| \| 7e \| Alice Barnes \| Royaume-Uni \| Canyon-SRAM Racing \| + 1 min 41 s \| \| 8e \| Pfeiffer Georgi \| Royaume-Uni \| Team DSM \| + 1 min 46 s \| \| 9e \| Blanka Vas \| Hongrie \| SD Worx \| + 1 min 47 s \| \| 10e \| Joscelin Lowden \| Royaume-Uni \| Drops-Le Col \| + 1 min 47 s \| |                 |             |                                    |                  |
| |                 |             |                                    |                  |
| Source : ProCyclingStats |                 |             |                                    |                  |
| Classement général |                 |             |                                    |                  |
| Coureuse | Coureuse        | Pays        | Équipe                             | Temps            |
| 1re | Demi Vollering  | Pays-Bas    | SD Worx                            | 15 h 54 min 38 s |
| 2e | Juliette Labous | France      | Team DSM                           | + 1 min 02 s     |
| 3e | Clara Copponi   | France      | FDJ-Nouvelle Aquitaine-Futuroscope | + 1 min 05 s     |
| 4e | Amy Pieters     | Pays-Bas    | SD Worx                            | + 1 min 07 s     |
| 5e | Aude Biannic    | France      | Movistar Team                      | + 1 min 26 s     |
| 6e | Leah Kirchmann  | Canada      | Team DSM                           | + 1 min 39 s     |
| 7e | Alice Barnes    | Royaume-Uni | Canyon-SRAM Racing                 | + 1 min 41 s     |
| 8e | Pfeiffer Georgi | Royaume-Uni | Team DSM                           | + 1 min 46 s     |
| 9e | Blanka Vas      | Hongrie     | SD Worx                            | + 1 min 47 s     |
| 10e | Joscelin Lowden | Royaume-Uni | Drops-Le Col                       | + 1 min 47 s     |

### UCI World Tour

#### Points attribués
| Position                  | 1er | 2e  | 3e  | 4e  | 5e  | 6e  | 7e  | 8e  | 9e | 10e | 11e | 12e | 13e | 14e | 15e | 16e à 20e | 21e à 30e | 31e à 40e |  |  |
| Classement général        | 400 | 320 | 260 | 220 | 180 | 140 | 120 | 100 | 80 | 68  | 56  | 48  | 40  | 32  | 28  | 24        | 16        | 8         |  |  |
| Étapes et demi-étapes     | 50  | 40  | 30  | 25  | 20  | 18  | 15  | 10  | 8  | 6   |     |     |     |     |     |           |           |           |  |  |
| Port du maillot de leader | 8   |     |     |     |     |     |     |     |    |     |     |     |     |     |     |           |           |           |  |  |

### Classements annexes
| Classement par points | Classement par points   | Classement par points | Classement par points              | Classement par points |
| Coureuse              | Coureuse                | Pays                  | Équipe                             | Points                |
| --------------------- | ----------------------- | --------------------- | ---------------------------------- | --------------------- |
| 1re                   | Lorena Wiebes           | Pays-Bas              | Team DSM                           | 42 pts                |
| 2e                    | Chloe Hosking           | Australie             | Trek-Segafredo                     | 37 pts                |
| 3e                    | Sheyla Gutiérrez        | Espagne               | Movistar Team                      | 33 pts                |
| 4e                    | Clara Copponi           | France                | FDJ-Nouvelle Aquitaine-Futuroscope | 32 pts                |
| 5e                    | Elisa Balsamo           | Italie                | Valcar-Travel & Service            | 27 pts                |
| 6e                    | Marta Bastianelli       | Italie                | Alé BTC Ljubljana                  | 23 pts                |
| 7e                    | Amy Pieters             | Pays-Bas              | SD Worx                            | 20 pts                |
| 8e                    | Marjolein van 't Geloof | Pays-Bas              | Drops-Le Col                       | 19 pts                |
| 9e                    | Demi Vollering          | Pays-Bas              | SD Worx                            | 16 pts                |
| 10e                   | Sofia Bertizzolo        | Italie                | Liv Racing                         | 14 pts                |

| Classement par points | Classement par points   | Classement par points | Classement par points              | Classement par points |
| Coureuse              | Coureuse                | Pays                  | Équipe                             | Points                |
| --------------------- | ----------------------- | --------------------- | ---------------------------------- | --------------------- |
| 1re                   | Lorena Wiebes           | Pays-Bas              | Team DSM                           | 42 pts                |
| 2e                    | Chloe Hosking           | Australie             | Trek-Segafredo                     | 37 pts                |
| 3e                    | Sheyla Gutiérrez        | Espagne               | Movistar Team                      | 33 pts                |
| 4e                    | Clara Copponi           | France                | FDJ-Nouvelle Aquitaine-Futuroscope | 32 pts                |
| 5e                    | Elisa Balsamo           | Italie                | Valcar-Travel & Service            | 27 pts                |
| 6e                    | Marta Bastianelli       | Italie                | Alé BTC Ljubljana                  | 23 pts                |
| 7e                    | Amy Pieters             | Pays-Bas              | SD Worx                            | 20 pts                |
| 8e                    | Marjolein van 't Geloof | Pays-Bas              | Drops-Le Col                       | 19 pts                |
| 9e                    | Demi Vollering          | Pays-Bas              | SD Worx                            | 16 pts                |
| 10e                   | Sofia Bertizzolo        | Italie                | Liv Racing                         | 14 pts                |

| Classement de la montagne | Classement de la montagne | Classement de la montagne | Classement de la montagne | Classement de la montagne |
| Coureuse                  | Coureuse                  | Pays                      | Équipe                    | Points                    |
| ------------------------- | ------------------------- | ------------------------- | ------------------------- | ------------------------- |
| 1re                       | Elise Chabbey             | Suisse                    | Canyon-SRAM Racing        | 20 pts                    |
| 2e                        | Ane Santesteban           | Espagne                   | Team BikeExchange         | 14 pts                    |
| 3e                        | Demi Vollering            | Pays-Bas                  | SD Worx                   | 11 pts                    |
| 4e                        | Janneke Ensing            | Pays-Bas                  | Team BikeExchange         | 6 pts                     |
| 5e                        | Hayley Simmonds           | Royaume-Uni               | Cams Basso                | 6 pts                     |
| 6e                        | Liane Lippert             | Allemagne                 | Team DSM                  | 6 pts                     |
| 7e                        | Chiara Consonni           | Italie                    | Valcar-Travel & Service   | 3 pts                     |
| 8e                        | Ella Harris               | Nouvelle-Zélande          | Canyon-SRAM Racing        | 3 pts                     |
| 9e                        | Alice Towers              | Royaume-Uni               | Drops-Le Col              | 3 pts                     |
| 10e                       | Elisa Balsamo             | Italie                    | Valcar-Travel & Service   | 3 pts                     |

| Classement de la montagne | Classement de la montagne | Classement de la montagne | Classement de la montagne | Classement de la montagne |
| Coureuse                  | Coureuse                  | Pays                      | Équipe                    | Points                    |
| ------------------------- | ------------------------- | ------------------------- | ------------------------- | ------------------------- |
| 1re                       | Elise Chabbey             | Suisse                    | Canyon-SRAM Racing        | 20 pts                    |
| 2e                        | Ane Santesteban           | Espagne                   | Team BikeExchange         | 14 pts                    |
| 3e                        | Demi Vollering            | Pays-Bas                  | SD Worx                   | 11 pts                    |
| 4e                        | Janneke Ensing            | Pays-Bas                  | Team BikeExchange         | 6 pts                     |
| 5e                        | Hayley Simmonds           | Royaume-Uni               | Cams Basso                | 6 pts                     |
| 6e                        | Liane Lippert             | Allemagne                 | Team DSM                  | 6 pts                     |
| 7e                        | Chiara Consonni           | Italie                    | Valcar-Travel & Service   | 3 pts                     |
| 8e                        | Ella Harris               | Nouvelle-Zélande          | Canyon-SRAM Racing        | 3 pts                     |
| 9e                        | Alice Towers              | Royaume-Uni               | Drops-Le Col              | 3 pts                     |
| 10e                       | Elisa Balsamo             | Italie                    | Valcar-Travel & Service   | 3 pts                     |

| Classement des sprints | Classement des sprints | Classement des sprints | Classement des sprints             | Classement des sprints |
| Coureuse               | Coureuse               | Pays                   | Équipe                             | Points                 |
| ---------------------- | ---------------------- | ---------------------- | ---------------------------------- | ---------------------- |
| 1re                    | Nina Kessler           | Pays-Bas               | Tibco-Silicon Valley Bank          | 15 pts                 |
| 2e                     | Lorena Wiebes          | Pays-Bas               | Team DSM                           | 7 pts                  |
| 3e                     | Hayley Simmonds        | Royaume-Uni            | Cams Basso                         | 6 pts                  |
| 4e                     | Sofia Bertizzolo       | Italie                 | Liv Racing                         | 6 pts                  |
| 5e                     | Sarah Roy              | Australie              | Team BikeExchange                  | 6 pts                  |
| 6e                     | Amy Pieters            | Pays-Bas               | SD Worx                            | 5 pts                  |
| 7e                     | Clara Copponi          | France                 | FDJ-Nouvelle Aquitaine-Futuroscope | 4 pts                  |
| 8e                     | Eugenia Bujak          | Slovénie               | Alé BTC Ljubljana                  | 3 pts                  |
| 9e                     | Janneke Ensing         | Pays-Bas               | Team BikeExchange                  | 3 pts                  |
| 10e                    | Leah Kirchmann         | Canada                 | Team DSM                           | 2 pts                  |

| Classement des sprints | Classement des sprints | Classement des sprints | Classement des sprints             | Classement des sprints |
| Coureuse               | Coureuse               | Pays                   | Équipe                             | Points                 |
| ---------------------- | ---------------------- | ---------------------- | ---------------------------------- | ---------------------- |
| 1re                    | Nina Kessler           | Pays-Bas               | Tibco-Silicon Valley Bank          | 15 pts                 |
| 2e                     | Lorena Wiebes          | Pays-Bas               | Team DSM                           | 7 pts                  |
| 3e                     | Hayley Simmonds        | Royaume-Uni            | Cams Basso                         | 6 pts                  |
| 4e                     | Sofia Bertizzolo       | Italie                 | Liv Racing                         | 6 pts                  |
| 5e                     | Sarah Roy              | Australie              | Team BikeExchange                  | 6 pts                  |
| 6e                     | Amy Pieters            | Pays-Bas               | SD Worx                            | 5 pts                  |
| 7e                     | Clara Copponi          | France                 | FDJ-Nouvelle Aquitaine-Futuroscope | 4 pts                  |
| 8e                     | Eugenia Bujak          | Slovénie               | Alé BTC Ljubljana                  | 3 pts                  |
| 9e                     | Janneke Ensing         | Pays-Bas               | Team BikeExchange                  | 3 pts                  |
| 10e                    | Leah Kirchmann         | Canada                 | Team DSM                           | 2 pts                  |

| Classement par équipes | Classement par équipes             | Classement par équipes | Classement par équipes |
| Équipe                 | Équipe                             | Pays                   | Temps                  |
| ---------------------- | ---------------------------------- | ---------------------- | ---------------------- |
| 1re                    | SD Worx                            | Pays-Bas               | 47 h 46 min 56 s       |
| 2e                     | Team DSM                           | Allemagne              | + 1 min 24 s           |
| 3e                     | Movistar Team                      | Espagne                | + 3 min 17 s           |
| 4e                     | Tibco-Silicon Valley Bank          | États-Unis             | + 3 min 56 s           |
| 5e                     | Canyon-SRAM Racing                 | Allemagne              | + 5 min 03 s           |
| 6e                     | Alé BTC Ljubljana                  | Italie                 | + 5 min 14 s           |
| 7e                     | FDJ-Nouvelle Aquitaine-Futuroscope | France                 | + 6 min 15 s           |
| 8e                     | Team BikeExchange                  | Australie              | + 7 min 02 s           |
| 9e                     | Valcar-Travel & Service            | Italie                 | + 7 min 07 s           |
| 10e                    | Parkhotel Valkenburg               | Pays-Bas               | + 8 min 27 s           |

| Classement par équipes | Classement par équipes             | Classement par équipes | Classement par équipes |
| Équipe                 | Équipe                             | Pays                   | Temps                  |
| ---------------------- | ---------------------------------- | ---------------------- | ---------------------- |
| 1re                    | SD Worx                            | Pays-Bas               | 47 h 46 min 56 s       |
| 2e                     | Team DSM                           | Allemagne              | + 1 min 24 s           |
| 3e                     | Movistar Team                      | Espagne                | + 3 min 17 s           |
| 4e                     | Tibco-Silicon Valley Bank          | États-Unis             | + 3 min 56 s           |
| 5e                     | Canyon-SRAM Racing                 | Allemagne              | + 5 min 03 s           |
| 6e                     | Alé BTC Ljubljana                  | Italie                 | + 5 min 14 s           |
| 7e                     | FDJ-Nouvelle Aquitaine-Futuroscope | France                 | + 6 min 15 s           |
| 8e                     | Team BikeExchange                  | Australie              | + 7 min 02 s           |
| 9e                     | Valcar-Travel & Service            | Italie                 | + 7 min 07 s           |
| 10e                    | Parkhotel Valkenburg               | Pays-Bas               | + 8 min 27 s           |

## Évolution des classements
| Étape              |                             | Vainqueur _       | Classement général | Classement par points | Meilleure grimpeuse | Meilleure sprinteuse | Meilleure équipe _ |
| ------------------ | --------------------------- | ----------------- | ------------------ | --------------------- | ------------------- | -------------------- | ------------------ |
| 1re étape          | étape vallonnée             | Marta Bastianelli | Marta Bastianelli  | Marta Bastianelli     | Demi Vollering      | Nina Kessler         | SD Worx            |
| 2e étape           | étape vallonnée             | Amy Pieters       | Clara Copponi      | Clara Copponi         | Elise Chabbey       | Nina Kessler         | SD Worx            |
| 3e étape           | contre-la-montre individuel | Demi Vollering    | Demi Vollering     | Clara Copponi         | Elise Chabbey       | Nina Kessler         | SD Worx            |
| 4e étape           | étape vallonnée             | Lorena Wiebes     | Demi Vollering     | Sheyla Gutiérrez      | Elise Chabbey       | Nina Kessler         | SD Worx            |
| 5e étape           | étape de plaine             | Lorena Wiebes     | Demi Vollering     | Lorena Wiebes         | Elise Chabbey       | Nina Kessler         | SD Worx            |
| 6e étape           | étape vallonnée             | Elisa Balsamo     | Demi Vollering     | Lorena Wiebes         | Elise Chabbey       | Nina Kessler         | SD Worx            |
| Classements finals | Classements finals          |                   | Demi Vollering     | Lorena Wiebes         | Elise Chabbey       | Nina Kessler         | SD Worx            |

## Liste des participantes
| Légende                             | Légende | Légende                          | Légende                                                                                              |
| ----------------------------------- | --- | -------------------------------- | --- |
| Num                                 | Dossard de départ porté par la coureuse sur ce Women's Tour                                                   | Pos                              | Position finale au classement général                                                                |
| Leader du classement général        | Indique la vainqueur du classement général                                                                    | Leader du classement par points  | Indique la vainqueur du classement par points                                                        |
| Leader du classement de la montagne | Indique la vainqueur du classement de la montagne                                                             | Leader du classement des sprints | Indique la vainqueur du classement des sprints                                                       |
|                                     | Indique un maillot de champion national ou mondial, suivi de sa spécialité                                    | #                                | Indique la meilleure équipe                                                                          |
| NP                                  | Indique une coureuse qui n'a pas pris le départ d'une étape, suivi du numéro de l'étape où elle s'est retirée | AB                               | Indique une coureuse qui n'a pas terminé une étape, suivi du numéro de l'étape où elle s'est retirée |
| HD                                  | Indique un coureuse qui a terminé une étape hors des délais, suivi du numéro de l'étape                       | DSQ                              | Indique un coureur qui a été disqualifié de la course, suivi du numéro de l'étape                    |

| Trek-Segafredo TFS | Trek-Segafredo TFS                 | Trek-Segafredo TFS |
| ------------------ | ---------------------------------- | ------------------ |
| Num                | Coureuse                           | Pos                |
| 1                  | Lizzie Deignan (GBR)               | 48e                |
| 2                  | Audrey Cordon-Ragot (FRA)          | 58e                |
| 3                  | Chloe Hosking (AUS)                | 27e                |
| 4                  | Elisa Longo Borghini (ITA) (route) | AB-1               |
| 6                  | Trixi Worrack (GER)                | 64e                |

| Canyon-SRAM Racing CSR | Canyon-SRAM Racing CSR | Canyon-SRAM Racing CSR |
| ---------------------- | ---------------------- | ---------------------- |
| Num                    | Coureuse               | Pos                    |
| 12                     | Alice Barnes (GBR)     | 7e                     |
| 13                     | Hannah Barnes (GBR)    | 44e                    |
| 14                     | Elise Chabbey (SUI)    | 9e                     |
| 15                     | Ella Harris (NZL)      | 39e                    |

| SD Worx SDW | SD Worx SDW                       | SD Worx SDW |
| ----------- | --------------------------------- | ----------- |
| Num         | Coureuse                          | Pos         |
| 21          | Amy Pieters (NED) (route)         | 4e          |
| 22          | Chantal van den Broek-Blaak (NED) | 11e         |
| 23          | Elena Cecchini (ITA)              | 23e         |
| 24          | Christine Majerus (LUX) (route)   | 14e         |
| 25          | Anna Shackley (GBR)               | 13e         |
| 26          | Demi Vollering (NED)              | 1re         |

| Alé BTC Ljubljana ALE | Alé BTC Ljubljana ALE       | Alé BTC Ljubljana ALE |
| --------------------- | --------------------------- | --------------------- |
| Num                   | Coureuse                    | Pos                   |
| 31                    | Marta Bastianelli (ITA)     | 18e                   |
| 32                    | Eugenia Bujak (SLO) (route) | 25e                   |
| 33                    | Maaike Boogaard (NED)       | 19e                   |
| 36                    | Sophie Wright (GBR)         | 45e                   |

| Coop-Hitec Products HPU | Coop-Hitec Products HPU        | Coop-Hitec Products HPU |
| ----------------------- | ------------------------------ | ----------------------- |
| Num                     | Coureuse                       | Pos                     |
| 41                      | Josie Nelson (GBR)             | 33e                     |
| 42                      | Caroline Andersson (SWE)       | AB-2                    |
| 43                      | Pernille Larsen Feldmann (NOR) | 68e                     |
| 44                      | Ingvild Gåskjenn (NOR)         | AB-2                    |
| 45                      | Emma Boogaard (NED)            | AB-1                    |
| 46                      | Mari Hole Mohr (NOR)           | 60e                     |

| Awol O'Shea AWO | Awol O'Shea AWO                | Awol O'Shea AWO |
| --------------- | ------------------------------ | --------------- |
| Num             | Coureuse                       | Pos             |
| 51              | Hannah Bayes (GBR)             | AB-2            |
| 52              | Olivia Bent (GBR)              | AB-2            |
| 53              | Connie Hayes (GBR)             | 57e             |
| 54              | Alice Lethbridge (GBR)         | 52e             |
| 55              | Phoebe Martin (GBR)            | 73e             |
| 56              | Francesca Morgans-Slader (GBR) | AB-6            |

| FDJ-Nouvelle Aquitaine-Futuroscope FDJ | FDJ-Nouvelle Aquitaine-Futuroscope FDJ | FDJ-Nouvelle Aquitaine-Futuroscope FDJ |
| -------------------------------------- | -------------------------------------- | -------------------------------------- |
| Num                                    | Coureuse                               | Pos                                    |
| 61                                     | Eugénie Duval (FRA)                    | AB-6                                   |
| 62                                     | Clara Copponi (FRA)                    | 3e                                     |
| 63                                     | Maëlle Grossetête (FRA)                | 67e                                    |
| 64                                     | Victorie Guilman (FRA)                 | 41e                                    |
| 65                                     | Évita Muzic (FRA) (route)              | AB-6                                   |
| 66                                     | Jade Wiel (FRA)                        | 36e                                    |

| Parkhotel Valkenburg PHV | Parkhotel Valkenburg PHV  | Parkhotel Valkenburg PHV |
| ------------------------ | ------------------------- | ------------------------ |
| Num                      | Coureuse                  | Pos                      |
| 71                       | Mischa Bredewold (NED)    | 24e                      |
| 72                       | Femke Gerritse (NED)      | 51e                      |
| 73                       | Pien Limpens (NED)        | 32e                      |
| 74                       | Femke Markus (NED)        | AB-4                     |
| 75                       | Amber van der Hulst (NED) | 38e                      |
| 76                       | Kirstie van Haaften (NED) | 69e                      |

| Cams Basso CAT | Cams Basso CAT         | Cams Basso CAT |
| -------------- | ---------------------- | -------------- |
| Num            | Coureuse               | Pos            |
| 81             | Hayley Simmonds (GBR)  | 21e            |
| 82             | Emma Edwards (USA)     | 66e            |
| 83             | Jessica Finney (GBR)   | 71e            |
| 84             | Natalie Grinczer (GBR) | 31e            |
| 85             | Katie Scott (GBR)      | 70e            |
| 86             | Becky Storrie (GBR)    | 54e            |

| Liv Racing LIV | Liv Racing LIV         | Liv Racing LIV |
| -------------- | ---------------------- | -------------- |
| Num            | Coureuse               | Pos            |
| 92             | Sofia Bertizzolo (ITA) | 28e            |
| 93             | Alison Jackson (CAN)   | AB-2           |
| 94             | Jeanne Korevaar (NED)  | AB-2           |
| 95             | Evy Kuijpers (NED)     | AB-2           |
| 96             | Soraya Paladin (ITA)   | 30e            |

| Tibco-Silicon Valley Bank TIB | Tibco-Silicon Valley Bank TIB | Tibco-Silicon Valley Bank TIB |
| ----------------------------- | ----------------------------- | ----------------------------- |
| Num                           | Coureuse                      | Pos                           |
| 101                           | Lauren Stephens (USA) (route) | 20e                           |
| 102                           | Tanja Erath (GER)             | AB-1                          |
| 103                           | Veronica Ewers (USA)          | 34e                           |
| 104                           | Nicole Frain (AUS)            | 46e                           |
| 105                           | Nina Kessler (NED)            | 35e                           |
| 106                           | Abi Smith (GBR)               | 16e                           |

| Drops-Le Col DRP | Drops-Le Col DRP              | Drops-Le Col DRP |
| ---------------- | ----------------------------- | ---------------- |
| Num              | Coureuse                      | Pos              |
| 111              | Joscelin Lowden (GBR)         | 10e              |
| 112              | Anna Christian (GBR)          | 50e              |
| 113              | Danielle Christmas (GBR)      | 61e              |
| 114              | April Tacey (GBR)             | 47e              |
| 115              | Alice Towers (GBR)            | 65e              |
| 116              | Marjolein van 't Geloof (NED) | 55e              |

| Movistar Team MOV | Movistar Team MOV         | Movistar Team MOV |
| ----------------- | ------------------------- | ----------------- |
| Num               | Coureuse                  | Pos               |
| 121               | Sheyla Gutiérrez (ESP)    | 12e               |
| 122               | Aude Biannic (FRA)        | 5e                |
| 123               | Alicia González (ESP)     | 59e               |
| 124               | Jelena Erić (SRB) (route) | 37e               |
| 125               | Lourdes Oyarbide (ESP)    | 22e               |
| 126               | Gloria Rodríguez (ESP)    | 63e               |

| Valcar-Travel & Service VAL | Valcar-Travel & Service VAL | Valcar-Travel & Service VAL |
| --------------------------- | --------------------------- | --------------------------- |
| Num                         | Coureuse                    | Pos                         |
| 131                         | Elisa Balsamo (ITA) (route) | 17e                         |
| 132                         | Chiara Consonni (ITA)       | 26e                         |
| 133                         | Ilaria Sanguineti (ITA)     | 42e                         |
| 134                         | Elena Pirrone (ITA)         | 56e                         |
| 136                         | Margaux Vigié (FRA)         | 53e                         |

| Team BikeExchange BEX | Team BikeExchange BEX   | Team BikeExchange BEX |
| --------------------- | ----------------------- | --------------------- |
| Num                   | Coureuse                | Pos                   |
| 141                   | Sarah Roy (AUS) (route) | 15e                   |
| 142                   | Teniel Campbell (TTO)   | 62e                   |
| 143                   | Jessica Allen (AUS)     | 72e                   |
| 144                   | Janneke Ensing (NED)    | 43e                   |
| 145                   | Ane Santesteban (ESP)   | 29e                   |
| 146                   | Lucy Kennedy (AUS)      | AB-2                  |

| Team DSM DSM | Team DSM DSM          | Team DSM DSM |
| ------------ | --------------------- | ------------ |
| Num          | Coureuse              | Pos          |
| 151          | Lorena Wiebes (NED)   | 49e          |
| 152          | Pfeiffer Georgi (GBR) | 8e           |
| 153          | Megan Jastrab (USA)   | AB-4         |
| 154          | Leah Kirchmann (CAN)  | 6e           |
| 155          | Juliette Labous (FRA) | 2e           |
| 156          | Liane Lippert (GER)   | 40e          |

| Trek-Segafredo TFS | Trek-Segafredo TFS                 | Trek-Segafredo TFS |
| ------------------ | ---------------------------------- | ------------------ |
| Num                | Coureuse                           | Pos                |
| 1                  | Lizzie Deignan (GBR)               | 48e                |
| 2                  | Audrey Cordon-Ragot (FRA)          | 58e                |
| 3                  | Chloe Hosking (AUS)                | 27e                |
| 4                  | Elisa Longo Borghini (ITA) (route) | AB-1               |
| 6                  | Trixi Worrack (GER)                | 64e                |

| Canyon-SRAM Racing CSR | Canyon-SRAM Racing CSR | Canyon-SRAM Racing CSR |
| ---------------------- | ---------------------- | ---------------------- |
| Num                    | Coureuse               | Pos                    |
| 12                     | Alice Barnes (GBR)     | 7e                     |
| 13                     | Hannah Barnes (GBR)    | 44e                    |
| 14                     | Elise Chabbey (SUI)    | 9e                     |
| 15                     | Ella Harris (NZL)      | 39e                    |

| SD Worx SDW | SD Worx SDW                       | SD Worx SDW |
| ----------- | --------------------------------- | ----------- |
| Num         | Coureuse                          | Pos         |
| 21          | Amy Pieters (NED) (route)         | 4e          |
| 22          | Chantal van den Broek-Blaak (NED) | 11e         |
| 23          | Elena Cecchini (ITA)              | 23e         |
| 24          | Christine Majerus (LUX) (route)   | 14e         |
| 25          | Anna Shackley (GBR)               | 13e         |
| 26          | Demi Vollering (NED)              | 1re         |

| Alé BTC Ljubljana ALE | Alé BTC Ljubljana ALE       | Alé BTC Ljubljana ALE |
| --------------------- | --------------------------- | --------------------- |
| Num                   | Coureuse                    | Pos                   |
| 31                    | Marta Bastianelli (ITA)     | 18e                   |
| 32                    | Eugenia Bujak (SLO) (route) | 25e                   |
| 33                    | Maaike Boogaard (NED)       | 19e                   |
| 36                    | Sophie Wright (GBR)         | 45e                   |

| Coop-Hitec Products HPU | Coop-Hitec Products HPU        | Coop-Hitec Products HPU |
| ----------------------- | ------------------------------ | ----------------------- |
| Num                     | Coureuse                       | Pos                     |
| 41                      | Josie Nelson (GBR)             | 33e                     |
| 42                      | Caroline Andersson (SWE)       | AB-2                    |
| 43                      | Pernille Larsen Feldmann (NOR) | 68e                     |
| 44                      | Ingvild Gåskjenn (NOR)         | AB-2                    |
| 45                      | Emma Boogaard (NED)            | AB-1                    |
| 46                      | Mari Hole Mohr (NOR)           | 60e                     |

| Awol O'Shea AWO | Awol O'Shea AWO                | Awol O'Shea AWO |
| --------------- | ------------------------------ | --------------- |
| Num             | Coureuse                       | Pos             |
| 51              | Hannah Bayes (GBR)             | AB-2            |
| 52              | Olivia Bent (GBR)              | AB-2            |
| 53              | Connie Hayes (GBR)             | 57e             |
| 54              | Alice Lethbridge (GBR)         | 52e             |
| 55              | Phoebe Martin (GBR)            | 73e             |
| 56              | Francesca Morgans-Slader (GBR) | AB-6            |

| FDJ-Nouvelle Aquitaine-Futuroscope FDJ | FDJ-Nouvelle Aquitaine-Futuroscope FDJ | FDJ-Nouvelle Aquitaine-Futuroscope FDJ |
| -------------------------------------- | -------------------------------------- | -------------------------------------- |
| Num                                    | Coureuse                               | Pos                                    |
| 61                                     | Eugénie Duval (FRA)                    | AB-6                                   |
| 62                                     | Clara Copponi (FRA)                    | 3e                                     |
| 63                                     | Maëlle Grossetête (FRA)                | 67e                                    |
| 64                                     | Victorie Guilman (FRA)                 | 41e                                    |
| 65                                     | Évita Muzic (FRA) (route)              | AB-6                                   |
| 66                                     | Jade Wiel (FRA)                        | 36e                                    |

| Parkhotel Valkenburg PHV | Parkhotel Valkenburg PHV  | Parkhotel Valkenburg PHV |
| ------------------------ | ------------------------- | ------------------------ |
| Num                      | Coureuse                  | Pos                      |
| 71                       | Mischa Bredewold (NED)    | 24e                      |
| 72                       | Femke Gerritse (NED)      | 51e                      |
| 73                       | Pien Limpens (NED)        | 32e                      |
| 74                       | Femke Markus (NED)        | AB-4                     |
| 75                       | Amber van der Hulst (NED) | 38e                      |
| 76                       | Kirstie van Haaften (NED) | 69e                      |

| Cams Basso CAT | Cams Basso CAT         | Cams Basso CAT |
| -------------- | ---------------------- | -------------- |
| Num            | Coureuse               | Pos            |
| 81             | Hayley Simmonds (GBR)  | 21e            |
| 82             | Emma Edwards (USA)     | 66e            |
| 83             | Jessica Finney (GBR)   | 71e            |
| 84             | Natalie Grinczer (GBR) | 31e            |
| 85             | Katie Scott (GBR)      | 70e            |
| 86             | Becky Storrie (GBR)    | 54e            |

| Liv Racing LIV | Liv Racing LIV         | Liv Racing LIV |
| -------------- | ---------------------- | -------------- |
| Num            | Coureuse               | Pos            |
| 92             | Sofia Bertizzolo (ITA) | 28e            |
| 93             | Alison Jackson (CAN)   | AB-2           |
| 94             | Jeanne Korevaar (NED)  | AB-2           |
| 95             | Evy Kuijpers (NED)     | AB-2           |
| 96             | Soraya Paladin (ITA)   | 30e            |

| Tibco-Silicon Valley Bank TIB | Tibco-Silicon Valley Bank TIB | Tibco-Silicon Valley Bank TIB |
| ----------------------------- | ----------------------------- | ----------------------------- |
| Num                           | Coureuse                      | Pos                           |
| 101                           | Lauren Stephens (USA) (route) | 20e                           |
| 102                           | Tanja Erath (GER)             | AB-1                          |
| 103                           | Veronica Ewers (USA)          | 34e                           |
| 104                           | Nicole Frain (AUS)            | 46e                           |
| 105                           | Nina Kessler (NED)            | 35e                           |
| 106                           | Abi Smith (GBR)               | 16e                           |

| Drops-Le Col DRP | Drops-Le Col DRP              | Drops-Le Col DRP |
| ---------------- | ----------------------------- | ---------------- |
| Num              | Coureuse                      | Pos              |
| 111              | Joscelin Lowden (GBR)         | 10e              |
| 112              | Anna Christian (GBR)          | 50e              |
| 113              | Danielle Christmas (GBR)      | 61e              |
| 114              | April Tacey (GBR)             | 47e              |
| 115              | Alice Towers (GBR)            | 65e              |
| 116              | Marjolein van 't Geloof (NED) | 55e              |

| Movistar Team MOV | Movistar Team MOV         | Movistar Team MOV |
| ----------------- | ------------------------- | ----------------- |
| Num               | Coureuse                  | Pos               |
| 121               | Sheyla Gutiérrez (ESP)    | 12e               |
| 122               | Aude Biannic (FRA)        | 5e                |
| 123               | Alicia González (ESP)     | 59e               |
| 124               | Jelena Erić (SRB) (route) | 37e               |
| 125               | Lourdes Oyarbide (ESP)    | 22e               |
| 126               | Gloria Rodríguez (ESP)    | 63e               |

| Valcar-Travel & Service VAL | Valcar-Travel & Service VAL | Valcar-Travel & Service VAL |
| --------------------------- | --------------------------- | --------------------------- |
| Num                         | Coureuse                    | Pos                         |
| 131                         | Elisa Balsamo (ITA) (route) | 17e                         |
| 132                         | Chiara Consonni (ITA)       | 26e                         |
| 133                         | Ilaria Sanguineti (ITA)     | 42e                         |
| 134                         | Elena Pirrone (ITA)         | 56e                         |
| 136                         | Margaux Vigié (FRA)         | 53e                         |

| Team BikeExchange BEX | Team BikeExchange BEX   | Team BikeExchange BEX |
| --------------------- | ----------------------- | --------------------- |
| Num                   | Coureuse                | Pos                   |
| 141                   | Sarah Roy (AUS) (route) | 15e                   |
| 142                   | Teniel Campbell (TTO)   | 62e                   |
| 143                   | Jessica Allen (AUS)     | 72e                   |
| 144                   | Janneke Ensing (NED)    | 43e                   |
| 145                   | Ane Santesteban (ESP)   | 29e                   |
| 146                   | Lucy Kennedy (AUS)      | AB-2                  |

| Team DSM DSM | Team DSM DSM          | Team DSM DSM |
| ------------ | --------------------- | ------------ |
| Num          | Coureuse              | Pos          |
| 151          | Lorena Wiebes (NED)   | 49e          |
| 152          | Pfeiffer Georgi (GBR) | 8e           |
| 153          | Megan Jastrab (USA)   | AB-4         |
| 154          | Leah Kirchmann (CAN)  | 6e           |
| 155          | Juliette Labous (FRA) | 2e           |
| 156          | Liane Lippert (GER)   | 40e          |

## Organisation

### Règlement de la course

#### Délais
Lors d'une course cycliste, les coureurs sont tenus d'arriver dans un laps de temps imparti à la suite du premier pour pouvoir être classés. Les délais prévus sont de 15 % pour toutes les étapes en ligne. La règle des trois kilomètres s'applique conformément au règlement UCI.

#### Classements et bonifications
Le classement général individuel au temps est calculé par le cumul des temps enregistrés dans chacune des étapes parcourues. Des bonifications et d'éventuelles pénalisations sont incluses dans le calcul du classement. Le coureur qui est premier de ce classement est porteur du maillot bleu. En cas d'égalité, la somme des places obtenues sur chaque étape départage les concurrentes. En case nouvelle égalité, la dernière étape est décisive. 
Des bonifications sont attribuées dans cette épreuve. L'arrivée des étapes donne dix, six et quatre secondes de bonifications aux trois premières. Les sprint intermédiaires attribuent trois, deux et une seconde aux trois premières.

##### Classement par points
Le maillot bleu ciel, récompense le classement par points. Celui-ci se calcule selon le classement lors des arrivées d'étape.  
Les étapes en ligne et le prologue attribuent aux dix premières des points selon le décompte suivant : 15, 12, 9, 7, 6, 5, 4, 3, 2 et 1. En cas d'égalité, les coureurs sont prioritairement départagés par le nombre de victoires d'étapes. Si l'égalité persiste, la place obtenue au classement général entrent en compte. Pour être classé, un coureur doit avoir terminé la course dans les délais.

##### Classement de la montagne
Le maillot vert, récompense le classement de la montagne. Les ascensions sont classés en trois catégories. Les ascensions de première catégorie rapportent respectivement 10, 9, 8, 7, 6, 5, 4, 3, 2 et 1 point aux dix premières coureuses, celles de deuxième catégorie 6, 5, 4, 3, 2 et 1 point aux six premières enfin celles de troisième catégorie 4, 3, 2 et 1 point aux quatre premières. En cas d'égalité, le nombre de première places sur les grand prix des monts sont décomptés, ensuite les deuxièmes etc. Si l'égalité persiste, la place obtenue au classement général entrent en compte.

##### Classement des sprints
Le maillot rouge, récompense le classement des sprints. Celui-ci se calcule selon le classement lors de sprints intermédiaires. Les trois premiers coureurs des sprints intermédiaires reçoivent respectivement 3, 2 et un point. En case d'égalité, le nombre de premières places sur les sprints intermédiaires est décompté. Si l'égalité persiste, la place obtenue au classement général entrent en compte.

##### Classement de la meilleure équipe
La meilleure équipe est désignée en additionnant les temps des trois meilleures coureuses de chaque formation sur chaque étape.

##### Répartition des maillots
Chaque coureuse en tête d'un classement est porteuse du maillot ou du dossard distinctif correspondant. Cependant, dans le cas où une coureuse dominerait plusieurs classements, celle-ci ne porte qu'un seul maillot distinctif, selon une priorité de classements. Le classement général au temps est le classement prioritaire, suivi du classement par points, du classement du meilleur grimpeur et du classement des sprints. Si ce cas de figure se produit, le maillot correspondant au classement annexe de priorité inférieure n'est pas porté par celui qui domine ce classement mais par son deuxième.

#### Prix
Contrairement à la dernière édition, l'organisateur par manque de partenaires ne peut respecter la parité entre hommes et femmes pour les prix de course.

### Partenaires
AJ Bell parraine le classement général, Sigma sport celui par points, Skoda celui de la montagne et Eisberg celui des sprints.